# Spanien i olympiska sommarspelen 1980
Spanien deltog i de olympiska sommarspelen 1980 med en trupp bestående av 155 deltagare, 146 män och nio kvinnor, vilka deltog i 75 tävlingar i 18 sporter. Landet deltog inte i den av USA ledda bojkotten mot spelen, men visade sitt stöd genom att tävla under den olympiska flaggan istället för den egna flaggan. Spanien slutade på tjugonde plats i medaljligan, med en guldmedalj och sex medaljer totalt.

## Medaljer

### Guld
- Alejandro Abascal och Miguel Noguer - Segling, Flygande holländare

### Silver
- Jorge Llopart - Friidrott, Herrarnas 50 kilometer gång
- Herminio Menéndez och Guillermo del Riego - Kanot, Herrarnas K-2 500 meter
- Spaniens herrlandslag i landhockey - Landhockey, Herrarnas turnering

### Brons
- Luis Gregorio Ramos och Herminio Menéndez - Kanot, Herrarnas K-2 1000 meter
- David López-Zubero - Simning, Herrarnas 100 m fjäril

## Basket
Herrar
Gruppspel
| Lag         | Poäng | Vinster | Förluster | PF  | PA  | PD  |
| ----------- | ----- | ------- | --------- | --- | --- | --- |
| Jugoslavien | 6     | 3       | 0         | 328 | 249 | +79 |
| Spanien     | 5     | 2       | 1         | 286 | 241 | +45 |
| Polen       | 4     | 1       | 2         | 256 | 294 | -38 |
| Senegal     | 3     | 0       | 3         | 196 | 282 | -86 |

Slutspel
| Nr | Lag           | S | V | O | F | GM  | IM  | MS  | P  |
| -- | ------------- | - | - | - | - | --- | --- | --- | -- |
| 1  | Jugoslavien   | 5 | 5 | 0 | 0 | 506 | 442 | +64 | 10 |
| 2  | Italien       | 5 | 3 | 0 | 2 | 419 | 438 | −19 | 8  |
| 3  | Sovjetunionen | 5 | 3 | 0 | 2 | 505 | 468 | +37 | 8  |
| 4  | Spanien       | 5 | 2 | 0 | 3 | 488 | 485 | +3  | 7  |
| 5  | Brasilien     | 5 | 2 | 0 | 3 | 448 | 477 | −29 | 7  |
| 6  | Kuba          | 5 | 0 | 0 | 5 | 434 | 490 | −56 | 5  |

## Bågskytte
Herrarnas individuella tävling
- Antonio Vazquez — 2240 poäng (→ 29:e plats)
- Francisco Peralta — 2181 poäng (→ 33:e plats)

## Fotboll
Herrar
| Nr | Lag         | S | V | O | F | GM | IM | MS | P |
| -- | ----------- | - | - | - | - | -- | -- | -- | - |
| 1  | Östtyskland | 3 | 2 | 1 | 0 | 7  | 1  | +6 | 5 |
| 2  | Algeriet    | 3 | 1 | 1 | 1 | 4  | 2  | +2 | 3 |
| 3  | Spanien     | 3 | 0 | 3 | 0 | 2  | 2  | 0  | 3 |
| 4  | Syrien      | 3 | 0 | 1 | 2 | 0  | 8  | −8 | 1 |

## Friidrott
Herrarnas 800 meter
- Colomán Trabado
  - Heat — 1:47,9
  - Semifinal — 1:48,1 (→ gick inte vidare)

- Antonio Páez
  - Heat — 1:49,5
  - Semifinal — 1:47,8 (→ gick inte vidare)

Herrarnas 1 500 meter
- José Luis González
  - Heat — 3:40,9
  - Semifinal — 3:42,6 (→ gick inte vidare)

- José Manuel Abascal
  - Heat — 3:44,7 (→ gick inte vidare)

Herrarnas 10 000 meter
- Antonio Prieto
  - Heat — 29:12,8 (→ gick inte vidare)

Herrarnas 4 x 400 meter stafett
- Isidoro Hornillos, Colomán Trabado, Benjamín González och José Casabona
  - Heat — 3:06,9 (→ gick inte vidare)

Herrarnas 110 meter häck
- Javier Moracho
  - Heat — 13,72
  - Semifinal — 13,80
  - Final — 13,78 (→ 7:e plats)

- Carlos Sala
  - Heat — 14,28
  - Semifinal — 14,00 (→ gick inte vidare)

Herrarnas 400 meter häck
- Juan Lloveras
  - Heat — 50,48
  - Semifinal — 51,86 (→ gick inte vidare)

- José Casabona
  - Heat — 51,26 (→ gick inte vidare)

Herrarnas 3 000 meter hinder
- Domingo Ramón
  - Heat — 8:31,9
  - Semifinal — 8:22,0
  - Final — 8:15,8 (→ 4:e plats)

- Francisco Sánchez
  - Heat — 8:27,5
  - Semifinal — 8:19,0
  - Final — 8:18,0 (→ 5:e plats)

Herrarnas höjdhopp
- Roberto Cabrejas
  - Kval — 2,21 m
  - Final — 2,10 m (→ 16:e plats)

- Martin Perarnau
  - Kval — 2,15 m (→ gick inte vidare)

Herrarnas längdhopp
- Antonio Corgos
  - Kval — 7,96 m
  - Final — 8,09 m (→ 7:e plats)

- Alberto Solanas
  - Kval — 7,73 m (→ gick inte vidare)

Herrarnas tresteg
- Ramon Cid
  - Kval — 16,20 m (→ gick inte vidare)

Herrarnas maraton
- Eleuterio Anton
  - Final — 2:18:16 (→ 22:e plats)

Herrarnas 20 km gång
- Josep Marín
  - Final — 1:26:45,6 (→ 5:e plats)

Herrarnas 50 km gång
- Jordi Llopart
  - Final — 3:51:25 (→  Silver)

- Josep Marín
  - Final — 4:03:08 (→ 6:e plats)

## Fäktning
Herrarnas florett
- Miguel Roca
- Jesús Esperanza

Herrarnas värja
- José Pérez

Herrarnas sabel
- Valentín Paraíso

## Handboll
Herrar
Gruppspel
| Rank | Lag         | Pld | W | D | L | GF  | GA  | Poäng |  | Östtyskland | Ungern | Olympic flag for Spain | Polen | Olympic flag for Denmark | Kuba  |
| ---- | ----------- | --- | - | - | - | --- | --- | ----- |  | ----------- | ------ | ---------------------- | ----- | ------------------------ | ----- |
| 1.   | Östtyskland | 5   | 4 | 1 | 0 | 108 | 92  | 9     |  | X           | 14:14  | 21:17                  | 22:21 | 24:20                    | 27:20 |
| 2.   | Ungern      | 5   | 3 | 2 | 0 | 96  | 88  | 8     |  | 14:14       | X      | 20:17                  | 20:20 | 16:15                    | 26:22 |
| 3.   | Spanien     | 5   | 2 | 1 | 2 | 102 | 106 | 5     |  | 17:21       | 17:20  | X                      | 24:22 | 20:19                    | 24:24 |
| 4.   | Polen       | 5   | 2 | 1 | 2 | 123 | 97  | 5     |  | 21:22       | 20:20  | 22:24                  | X     | 26:12                    | 34:19 |
| 5.   | Danmark     | 5   | 1 | 0 | 4 | 96  | 104 | 2     |  | 20:24       | 15:16  | 19:20                  | 12:26 | X                        | 30:18 |
| 6.   | Kuba        | 5   | 0 | 1 | 4 | 103 | 141 | 1     |  | 20:27       | 22:26  | 24:24                  | 19:34 | 18:30                    | X     |

## Landhockey
Herrar
Gruppspel
| Lag           | Spelade | W | D | L | GF | GA | Poäng |
| ------------- | ------- | - | - | - | -- | -- | ----- |
| Spanien       | 5       | 4 | 1 | 0 | 33 | 3  | 9     |
| Indien        | 5       | 3 | 2 | 0 | 39 | 6  | 8     |
| Sovjetunionen | 5       | 3 | 0 | 2 | 30 | 11 | 6     |
| Polen         | 5       | 2 | 1 | 2 | 19 | 15 | 5     |
| Kuba          | 5       | 1 | 0 | 4 | 7  | 42 | 2     |
| Tanzania      | 5       | 0 | 0 | 5 | 3  | 54 | 0     |

Final
| 26 juli | 18:30 | Indien | 4 | - | 3 | Spanien |

## Modern femkamp
Herrarnas individuella tävling
- Federico Galera — 5.001 poäng, 25:e plats
- José Serrano — 4.887 poäng, 29:e plats
- Manuel Montesinos — 4.811 poäng, 32:e plats

Herrarnas lagtävling
- Galera, Serrano och Montesinos — 14.699 poäng, 9:e plats

## Simhopp
Herrarnas 3 m
- Ricardo Camacho
  - Kval — 532,02 poäng (→ 8:e plats)
  - Final — 749,340 poäng (→ 8:e plats)